# Палагута Микола Семенович
Палагута Микола Семенович (*07.12.1930 — 21.09.1988) — український письменник, російськомовний поет. Член Національної спілки письменників України з 1973 р.

## Біографія
Народився 7 грудня 1930 року в селі Курячівка Марківського району Луганської області. Працював токарем на заводах «Емальпосуд», «Машзавод» у м. Чернівці, у Київському аеропорту. Закінчив Літературний інститут ім. М. Горького у Москві. Помер 21 вересня 1988 р. Похований у Чернівцях на Алеї почесних городян.

## Книги поета
- К солнцу упрямый шаг (1962).
- Лесной пожар (1965).
- Бурбура (1967).
- Небесный трамвай (1969).
- Илько (1970).
- Серебряный ключ (1971).
- Кто что умеет (1972).
- Отважный Бреккеке (1974).
- Сказание о танкисте (1975).
- День работою красен (1976).
- Звёздные электромонтёры (1977).
- Вот и я художник (1978)
- Песня красных знамён (1978).
- Зайдите к бабушке моей (1978).
- Про строителей, про ГЭС, про зверюшек и про лес (1979).
- Быль со сказкой пополам (1980).
- Весёлый мастер (1981).
- Солнечный ключ (1981).
- Потешный паравоз (1984).
- Голубая лошадка (1986).
- Семь сосен (1986).
- Хозяин горных дорог (1988).
- Время снегиря (1990).
- Про будову і про ГЕС, про звіряток і ліс чудес (2012).

## Його відзнаки
- Почесна грамота ЦК ЛКСМУ.
- Грамота Чернівецького обкому Компартії України.
- Лауреат премії імені Героя Радянського Союзу Кузьми Галкіна в галузі літератури і мистецтва.

## Про поета
- Палагута Микола Семенович // Богайчук М. А. Література і мистецтво Буковини в іменах: словник-довідник / Микола Богайчук. — Чернівіы: Букрек, 2005. — С. 203—204.
- Микола Палагута // Глогорожечка: кн.для читання дітям дошкільного та молодшого шкільного віку. — Чернівці, 2003. — С. 157.
- МИКОЛА Палагута (1930—1988) // Мельничук Б., Мельничук Я. Література народів України: матеріали до навчального курсу / Богдан Мельничук. Ярослава Мельничук. — Чернівці, 2003. — С. 26.
- Гусар Ю. Микола Палагута / Юхим Гусар // Правдивий поступ. — 2003. — грудень (№ 11).- С. 3.
- Гусар Ю. Срібний голос із раньої осені: [про Миколу Палагуту] / Юхим Гусар // Час 2000. — 2000. — 8 грудня (ч. 50). — С. 11.
- Гусар Ю. Веселий майстер пера: [про Миколу Палагуту] / Юхим Гусар // Буковинське віче. — 2010.- 1 грудня (№ 91). — С. 4.
- Гусар Ю. Незабутній «срібний голос» [про Миколу Палагуту] / Юхим Гусар // Буковинське віче. — 2013. — 19 вересня (№ 38).- С. 4.
- Гусар Ю. Уперто й стрімкойшов до сонця / Юхим Гусар // Буковинське віче. — 2015.- 26 листопада (№ 45).- С. 3.
- Романець О. Поема про легендарного танкіста: [Микола Палагута] / Олекса Романець // Радянська Буковина. — 1976. — 16 січня.
- СЕВЕРНЮК Т. Джерело при дорозі…,або Сіяння крізь сльозу / Тамара Севернюк // Буковина. — 1995. — 9 грудня.
- Цидельковський С. Тоді було багато слів…, або Час повертати борги… / С. Цидельковський // Буковина. — 1978. — 19 вересня.
- 7 грудня — 80 років від дня нароодження поета Миколи Палагути (1930—1988) // Пам'ятаймо! (Знаменні та пам'ятні дати Буковини в 2010 році): бібліографічний покажчик.- Чернівці: Книги — ХХІ, 2009. — С.357-359